# فرودگاه چارلز و. بیکر
فرودگاه چارلز و. بیکر (به انگلیسی: Charles W. Baker Airport) یک فرودگاه همگانی عملیاتی است که یک باند فرود آسفالت دارد و طول باند آن ۱۰۶۶٫۸ متر است. این فرودگاه در کشور ایالات متحده آمریکا قرار دارد و در ارتفاع ۷۵٫۳ متری از سطح دریا واقع شده‌است.